# Jan Thomas (Stylist)

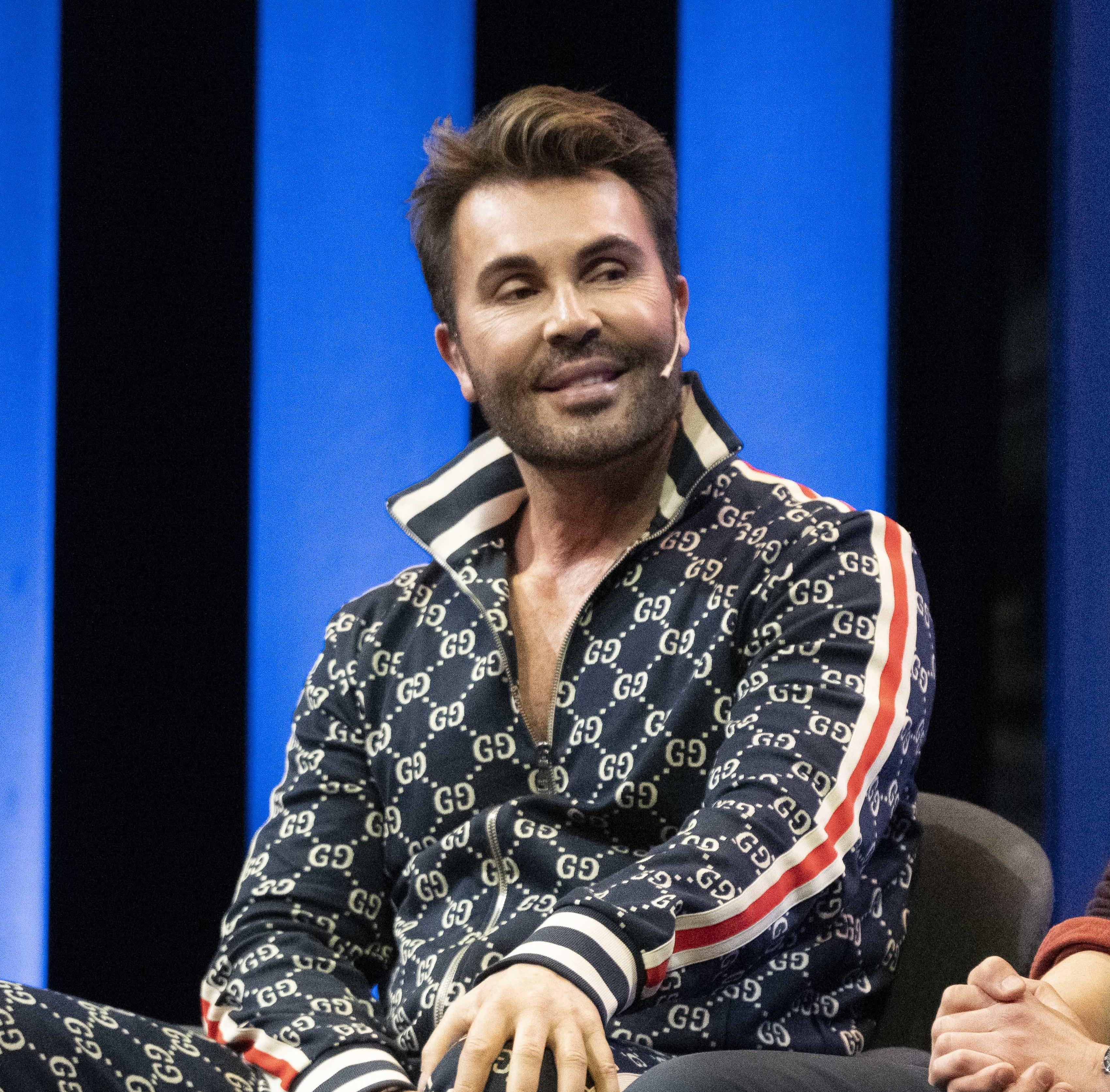
Jan Thomas, 2022

Jan Thomas (* 28. Dezember 1966 in Skien als Jan Bertin Østervold) ist ein norwegischer Friseur und Stylist, der durch Auftritte in Reality-Produktionen Bekanntheit erlangte.

## Leben
Jan Bertin Østervold kam in Skien zur Welt und zog später in die westnorwegische Inselgemeinde Austevoll. Nach der Scheidung seiner Eltern kehrte er mit seiner Mutter und seinem Bruder im Jahr 1979 nach Skien zurück. Während seiner Schulzeit begann er dort in einem Friseursalon zu arbeiten und er besuchte den Friseurzweig an einer weiterführenden Schule in Oslo. Später war er in Deutschland und Österreich als Drag-Model für Bikinimode tätig. Mitte der 1980er-Jahre kam er nach Los Angeles, wo er unter dem Namen Jan Thomas weiter als Model arbeitete, nun aber ohne Dragelemente. Zudem wirkte er dort als Stylist für prominente Personen. Im Frühjahr 2001 kehrte er nach Norwegen zurück, wo er erneut seine Tätigkeit als Friseur aufnahm.
Bekanntheit erlangte er schließlich unter anderem als Stylist in der TV-Sendung Top Model und der Reality-Dokuserie Fra Hollywood til Parkveien. In der ab Oktober 2007 ausgestrahlten Serie wurde er beim Aufbau eines Salons in Oslo begleitet. Im Jahr 2010 veröffentlichte er seine erste Biografie Jan Thomas – My way. Mit Jeg har levd! folgte im Herbst 2020 seine zweite Biografie.
Gemeinsam mit Einar Tørnquist begann er im November 2018 den Podcast Jan Thomas og Einar blir venner (deutsch Jan Thomas und Einar werden Freunde) zu produzieren. Aus dem Podcast entstanden später zwei Staffeln einer gleichnamigen Reality-Serie. Im Frühjahr 2020 strahlte TVNorge die Dating-Realityserie Jan Thomas søker drømmeprinsen (deutsch Jan Thomas sucht den Traumprinzen) aus. Diese wurde in der Kategorie „Beste Reality“ beim Fernsehpreis Gullruten ausgezeichnet. Des Weiteren wurde Jan Thomas unter anderem als Juror bei den NRK-Produktionen Adresse Europa und Maskorama tätig.
Im Jahr 2009 nahm er nach einer Hochzeit „Mørch Husby“ als Mittel- und Nachnamen und „Jan Thomas“ als Vornamen an. Im Jahr 2015 erfolgte die Scheidung. Gemeinsam mit seinem Ex-Mann betreibt er die Salonkette Jan Thomas Studio.

## Werke
- 2008: Jan Thomas' verktøykasse for menn
- 2009: Jan Thomas' styling bible: stylingguide for han og henne
- 2010: Jan Thomas – my way
- 2020: Jeg har levd!